# Orléans TV
Orléans Télévision ou plus communément Orléans TV est une ancienne chaîne de télévision locale française basée à Orléans (Loiret) et ayant émis entre 2007 et 2011.

## Historique
L'inauguration officielle et la première émission ont lieu le 29 mars 2007 à 18 h 30 sur le canal 33 en présence de l'animateur Jean-Pierre Foucault en qualité d'invité d'honneur. 
La chaîne est initiée par le groupe de médias français Hersant Média, qui en possède un tiers du capital à sa création. Après la décision du CSA, la diffusion d'Orléans TV débute sur la télévision numérique terrestre française et via Internet en septembre 2007.
Début 2009, la chaîne a employé jusqu'à 23 salariés à temps plein. 
Le 3 juillet 2009, à l'issue du conseil de surveillance de la chaîne, le groupe Hersant Média quitte Orléans TV. Ses actions sont cédées aux groupes français La République du Centre et Centre-France.
Le 1er septembre 2009, la chaine emménage dans ses nouveaux locaux (au 54 rue de la Bretonnerie, en plein centre d'Orléans) avec comme objectif la création de sa nouvelle grille.
Mais la chaîne fera néanmoins l'objet d'une liquidation judiciaire le 4 août 2009. Le 6 novembre, elle dépose le bilan, entraînant dans la foulée un redressement judiciaire du 9 novembre au 16 décembre. Elle emploie alors 11 employés à plein temps.
La filiale Concord Télécom, appartenant au groupe Bernard Krief Consulting (BKF), reprend la chaîne en février 2010 et limite le nombre d'employés à cinq.
Compte tenu de l'endettement et du non-respect par le groupe repreneur BKF de plusieurs règles fixées par l'ex-CSA (absence d'émissions en direct, de temps d'antenne consacré à l'information locale et de rediffusions trop nombreuses), Orléans TV disparaît le 27 juin 2011. 

## Présentation
Orléans TV était diffusée en continu sur le canal 25 de la télévision numérique terrestre française, et ce dans tout le département du Loiret, une partie du Loir-et-Cher, de l'Eure-et-Loir et le sud de l'Essonne. Les programmes sont formatés en boucle de deux heures, sur le modèle dit du workflow tapeless (flux continu de programmes), produits du lundi au vendredi.
Le siège social se situait au 12 rue André-Dessaux à Fleury-les-Aubrais de 2007 à 2009.
Un émetteur placé sur le château d'eau de la commune de Saint-Jean-de-Braye permettait la diffusion des programmes dans l'agglomération orléanaise.

## Programmes

### Information
- Le journal : du lundi au vendredi, en direct à 18 h 30 (rediffusion à 19 h 30, 21 h, 22 h 30, 0 h, 1 h 30 et à 3 h du matin)
- L'Invité de la rédaction : du lundi au vendredi après le journal, un invité répond aux questions d'un journaliste pendant 4 minutes
- Le journal tout en images : du lundi au vendredi en boucle de 12 h 30 à 14 h
- Le journal de la semaine : samedi et dimanche ; un condensé des reportages de la semaine
- Le Mag de la rédac : les invités débattent autour d'un thème pendant 26 minutes (première diffusion : le lundi à 20 h)
- Face à la presse : un invité répond aux questions des journalistes en plateau pendant 26 minutes (première diffusion : le lundi à 20 h 15)
- Orléans sports : tous les lundis à 18 h 45, le tour de l'actualité sportive du Loiret

### Magazines et débats
- Forum emploi
- Ça chauffe en cuisine
- Par ici les sorties
- Guide privé
- Reg'arts
- Eco & co
- Grand Tourisme
- Ça part en live
- Môme TV
- Game in TV
- Carrousel
- Comme à la maison présenté par Michel Bleze-Pascau. Avec comme invité deux fois par mois, le magicien Tim Silver
- Comme à la maison : les bonus
- Motor Collectors